# استولبال

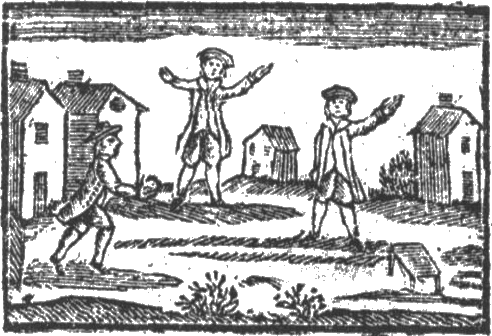
تصویری از بازی استوبال در کتاب A Little Pretty Pocket

استولبال (به انگلیسی: Stoolball) ورزشی است که پیدایش آن به قرن ۱۵ میلادی باز می گردد. محل پیدایش آن شهر ساسکس در جنوب انگلستان می‌باشد . قوانین این ورزش مشابه کریکت است و به همین علت عده ای آن را مادر ورزش کریکت می دانند. نام دیگر این ورزش چوگان در هوا می‌باشد . محبوبیت این بازی از دهه 1960 کاهش یافته است، اما همچنان در سطح لیگ محلی در ساسکس، کنت، ساری و میدلندز بازی می شود. برخی از انواع در برخی از مدارس پخش می شود. تیم ها می توانند فقط بانوان یا مختلط باشند. لیگ های بانوان در ساسکس، ساری و کنت و لیگ های مختلط در ساسکس وجود دارد.